# Emanuele Muzio
Emanuele Muzio (Zibello, Parma, 24 d'agost de 1821 - París, Illa de França, 27 de novembre de 1890) fou un director d'orquestra i compositor italià.

## Biografia
L'abril del 1844, Verdi va assumir Muzio, vuit anys més jove que ell, com a alumne i amanuensis. El coneixia des d'aproximadament 1828 com a protegit del seu propi sogre, Antonio Barezzi. Muzio, que de fet era l'únic alumne de Verdi, es va convertir en indispensable per al compositor. Va informar a Barezzi que Verdi 
| « | <"té una amplitud d'esperit, de generositat, de saviesa".> | » |

 La relació era fer-se més forta, i Muzio seguia sent un amic de tota la vida. Al novembre de 1846, Muzio va escriure sobre Verdi:
| « | <"Si ens poguessis veure, semblo més un amic, que no pas el seu alumne. Sempre estem junts a l'hora de sopar, als cafès, quan juguem a cartes...; en definitiva, no va enlloc sense mi al seu costat; a la casa tenim una gran taula i tots dos escrivim allà junts, així que sempre tinc el seu consell".> | » |

 Muzio va romandre associat amb Verdi durant tota la seva vida, ajudant en la preparació de partitures i transcripcions, i més tard dirigint les estrenes de moltes de les seves obres en les seves estrenes als Estats Units i en altres llocs. Va ser escollit per Verdi com un dels marmessors del seu testament, però va precedir el compositor el 1890.
Muzio va ser director de l'Òpera Italiana a Brussel·les el 1852, així com director a Londres i a l'Acadèmia de Música de Nova York. El 1875 es va establir a París com a professor de cant. Entre els seus alumnes hi ha Carlota Patti i Clara Louise Kellogg.
A més d'un gran nombre de melodies vocals, va compondre les òperes Giovanna la pazza (1852), Claudia (1856), Le due regine (1856), i La Sorrentina (1857).